# 伯彦
伯彦（？—？），元朝大臣，姓伽乃氏，伽叶弥儿（今克什米尔）人，元惠宗时中书平章政事，铁哥的孙子。
至正三年（1343年），伯彦担任中书省参知政事，至正四年（1344年），升任中书右丞、平章政事。至正六年（1346年），伯彦被罢免。